# Чикагская городская опера
Чикагская городская опера (англ. Chicago Civic Opera) — оперный театр, работавший в Чикаго в 1922—1931 годах и являвшийся непосредственным преемником Чикагской оперной ассоциации (англ. Chicago Opera Association), существовавшей с 1915 года.
Чикагская оперная ассоциация открылась в 1915 году в театре «Аудиториум», генеральным менеджером оперной труппы стал Гарольд Фаулер Маккормик — зять Джона Д. Рокфеллера. Музыкальными руководителями театра были сперва Клеофонте Кампанини, а с 1919 года — Джино Маринуцци.
В январе 1921 года Маккормик, по коммерческим соображениям решивший закрыть театр, пригласил оперную диву Мэри Гарден в качестве художественного руководителя для ударного финала в истории труппы. Под эксцентричным управлением Гарден театр израсходовал за сезон фантастическую сумму — свыше миллиона долларов. Финальным аккордом в его истории стала мировая премьера оперы Сергея Прокофьева «Любовь к трём апельсинам» 14 декабря 1921 года. После этого Чикагская оперная ассоциация была признана банкротом, а на её основе возникла Чикагская городская опера, сохранившая за собой ту же сцену — театр «Аудиториум», те же костюмы и реквизит, ту же Мэри Гарден в роли художественного руководителя и 16 из 18 членов совета директоров; генеральным менеджером стал крупный бизнесмен Сэмюэл Инсалл.
Под новым названием театр открылся 13 ноября 1922 года постановкой «Аиды» Верди. На протяжении всего своего существования Чикагская городская опера характеризовалась равноправным сочетанием итальянского и французского репертуара при незначительной доле иной оперной продукции (прежде всего, германской), что было связано с французскими предпочтениями Гарден и итальянскими вкусами Инсалла. В 1929 году новый сезон открылся в построенном специально для оперы новом здании; расходы на строительство предполагалось возместить в дальнейшем за счёт сдачи в аренду офисных помещений, располагавшихся над собственно театром. Исполнению этих планов помешала Великая депрессия, и в 1932 году Чикагская городская опера, как и её предшественница, была объявлена банкротом.
В дальнейшем оперная труппа в здании Чикагской городской оперы ещё трижды воссоздавалась: в 1933–1935 она функционировала под названием Chicago Grand Opera Company, в 1936–1939 – Chicago City Opera Company, в 1940–1946 – Chicago Opera Company.  В 1946 году после очередного банкротства была окончательно упразднена. Спустя восемь лет в этом же здании была заново учреждена действующая поныне Лирическая опера Чикаго.